# Šenjang J-13
Šenjang J-13 (poenostavljena kitajščina: 歼-13; tradicionalna kitajščina: 殲-13; pinjin: Shenyang J-13) je bil kitajski projekt lahkega enomotornega lovskega letala. Program so kasneje preklicali.
Največja višina leta naj bi bila 19000 metrov, hitrost Mach 2,45 in hitrost vzpenjanja 245 m/s. Največji dolet okrog 2500 kilometrov.
J-13 je deloma podoben ameriškemu Lockheed F-104 Starfighter, ki je poletel precej prej. 

## Specifikacije
Splošne karakteristike
- Posadka: 1
- Dolžina: 17,5 m ()
- Razpon kril: 10,4 m ()
- Višina:  ()
- Naložena teža: 11660 kg ()
- Uporaben tovor: 4572 kg ()
- Pogon letala: 1 × Vošan WS-6 ali WP-15 turbofan

 Zmogljivost 
- Maks. hitrost: Mach 2,45 na višini
- Bojni radij: 2340 km ()
- Višina leta: 19000 m ()
- Hitrost vzpenjanja: 260 m/s ()
- Min. razmerje potisk/teža:
  - Razmerje potisk/teža (z dodatnim zgorevanje): 1,07